# Зале (район)
Зале (нем. Saalekreis) — район в Германии в земле Саксония-Анхальт, с административным центром в городе Мерзебург.
Занимает площадь 1433,66 км². Численность населения составляет 187690 человек (на 31 декабря 2013 года). Плотность населения — 131 человек/км².
Район был организован 1 июля 2007 года в рамках территориальной реформы земли Саксония-Анхальт. В его состав вошли прежние районы Залькрайс и Мерзебург-Кверфурт.

## Города и коммуны
| Независимые 1. Бад-Дюрренберг (11800) 2. Бад-Лаухштедт (8966) 3. Браунсбедра (11399) 4. Веттин-Лёбеюн (10192) 5. Зальцаталь (11724) 6. Кабельскеталь (8781) 7. Кверфурт (11221) 8. Ландсберг (15077) 9. Лойна (13880) 10. Мерзебург (33432) 11. Мюхельн (8994) 12. Петерсберг (9850) 13. Тойченталь (13272) 14. Шкопау (10928) | Управление Вайда-Ланд 1. Барнштедт (1024) 2. Немсдорф-Гёрендорф (864) 3. Обхаузен (2318) 4. Шраплау (1169) 5. Штайгра (1256) 6. Фарнштедт (1543) |

(31 декабря 2013)

## Политика
1 июля 2007 года на пост ландрата района была избрана Ангелика Кляйн.